# Kazašská literatura

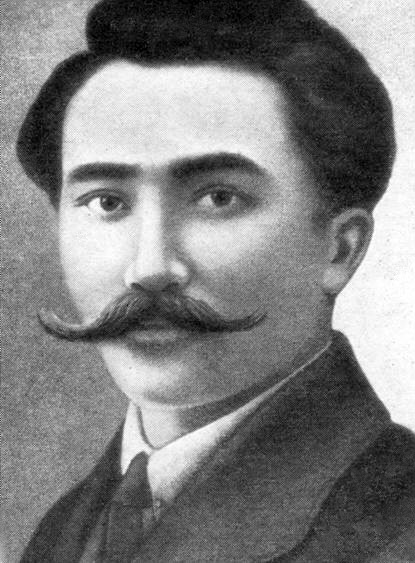
Saken Sejfullin, průkopník moderní kazašské literatury

Kazašská literatura je soubor literárních děl, která byla složena či napsána Kazachy nebo v kazašštině. Část této literatury vznikla také v ruštině, vzhledem k blízkým stykům obou kultur. Ke kazašské literatuře může být volně přiřazena také tvorba početné ruské menšiny v Kazachstánu. Kazašské písemnictví se proti literární tvorbě sousedních etnik (ázerbájdžánská literatura, turkmenská literatura, uzbecká literatura) vyvinulo poměrně pozdě, pod což se podepsaly především mongolské nájezdy, které přinutily Kazachy zůstat u kočovného způsobu života, patriarchálních pořádků a ústního předávání slovesnosti. Základem tradiční kazašské společnosti lidoví pěvci zvaní žyrau (někdy ztotožňováno s výrazem žyršy). Existovali přibližně od 5. století př. n. l., kdy se osamostatnili od šamanů, jimž úloha předávání slovesnosti do té doby připadala. Příbuzným označením je akyn, které se užívalo spíše v pozdějších obdobích a které zahrnuje jak žyršy (vypravěči epických příběhů), tak olenši (zpěváky písní). Jejich úkolem bylo také přinášení zpráv, vyjednávání, opěvování chánů, ale i jejich kritika a vliv na politiku – pověstný Sypyr žyrau ze 14. století dokázal svými písněmi údajně změnit záměry devíti panovníků. K význačným pěvcům patří též Dospambet-žyrau, Asan-Kaidy-žyrau (oba z 15. století) a další. Svůj přednes zejména ve starších dobách doprovázeli žyrauové hrou na nástroj nazývaný kobyz. Posledním významným pěvcem označovaným jako žyrau byl Buchar-žyrau, jenž působil až do 80. let 18. století a byl rádcem chána Ablaje.
Od 18. století do počátku 20. století obsazovalo kazašská území ruské impérium. Akynové reflektovali ruský kolonialismus a jeho negativa v truchlivém žánru zvaném zar zaman. Ruská (a později sovětská) nadvláda vedla však také k tomu, že díla lidových pěvců začala být zapisována a kompilována. Za nejvýznamnějšího tvůrce první poloviny 19. století je považován básník Muchambet Otemisov (1804–1846), který se podílel na vzdoru proti ruské říši. K dalším důležitým akynům se řadí Žanjau Musa (1835–1929) či Suinbaj Aron-uly (1815–1898). Akynové soupeřili jeden s druhým při soutěžích zvaných aitys, kde se poměřovaly schopnosti přednesu a improvizace. Akynská tradice přežila až do 21. století a lidové písně se užívají ke kritice také moderních politků a korupce. Ve druhé polovině 19. století rozvířili vody kazašské literatury tři významní národní buditelé. Šokan Valichanov (1837–1865) byl historikem a folkloristou, prvním kazašským učencem, zemřel však v nevysokém věku na souchotiny. Ibraj Altynsaryn (1841–1889) organizoval a podporoval přechod k usedlému životu a vzdělávání dětí, je autorem první čítanky. Abaj Kunanbajuly (1845–1904) položil základy spisovné kazaštiny, podporoval přijímání ruských vlivů, psal básně a rozjímavé úvahy a je považován za zakladatele kazašského písemnictví.
Po říjnové revoluci v roce 1917 se poměry změnily, avšak někteří lidoví zpěváci se jim dokázali přizpůsobit a svá díla začali mimo jiné vydávat tiskem. Z jejich řad vzešel zejména neobyčejně oblíbený Žambyl Žabajev (1846–1945). Objevili se však také umělci, kteří dali porevoluční literatuře zcela nový ráz: Saken Sejfullin (1894–1937) se nechal inspirovat ruskou tvorbou, především Majakovským, a do kazašských prozódických systémů vnesl mnoho nových prvků, psal však i prózu. Druhým čelným představitelem porevoluční tvorby se stal Muchtar Auezov (1897–1961), jenž proslul divadelními hrami a historickými romány. Na zakladatele moderní kazašské literatury navázali v dalších dekádách další tvůrcové. Patří k nim Säbit Mukanov (1900–1973), romanopisec se sklonem k autobiografičnosti, Ghabit Musrepov (1902–1985), prozaik a dramatik, který zachytil osud Kazachů za druhé světové války, nebo Tair Žarokov (1918–1965), jenž psal o vstupu zemědělství a průmyslu do kazašských stepí. Abdižämil Nurpeisov (* 1924) popsal události kazašské revoluce v roce 1917. Po druhé světové válce se připojil Olžas Sulejmenov (* 1936), rusky píšící básník, který se stal reprezentantem středoasijské oblasti ve světovém kánonu a uměleckou náročnosti skloubil s hlubokým humanistickým cítěním. K největším dílům kazašského romanopisectví patří trilogie Kočovníci (Kөšpendіler), kterou Iljas Jesenberlin (1915–1983) napsal v letech 1969 až 1973 a která v barvitých scénách zachycuje vznik kazašských chanátů v 15. století a jejich osudy až do 19. století, kdy v letech 1837–1847 chán Kenesary Kasymov (chán Kene) vedl protiruské povstání. Zájem o připomínání protikolonialistických bojů vzrostl v 70. letech společně s touhou po osamostatnění od sovětské nadvlády. Po roce 1991, kdy Kazachstán vyhlásil samostatnost, začala být sovětská témata odmítána ještě silněji a důraz začal být kladen na oživení kazašské identity a práci s dědictvím nomádské kultury. Oslavován byl kromě jiných Khabděš Žumadilov (1936–2021), jenž psal o postavení kazašského národa, o kazašské diaspoře a o problémech emigrantů, kteří se do země vrátili po získání nezávislosti („oralmanů“). Ruskojazyčnou literaturu reprezentovala a organizovala po roce 1991 Olga Markova (1963–2008) a jí založený časopis Apollinarii.